# Königliche Villa von Monza

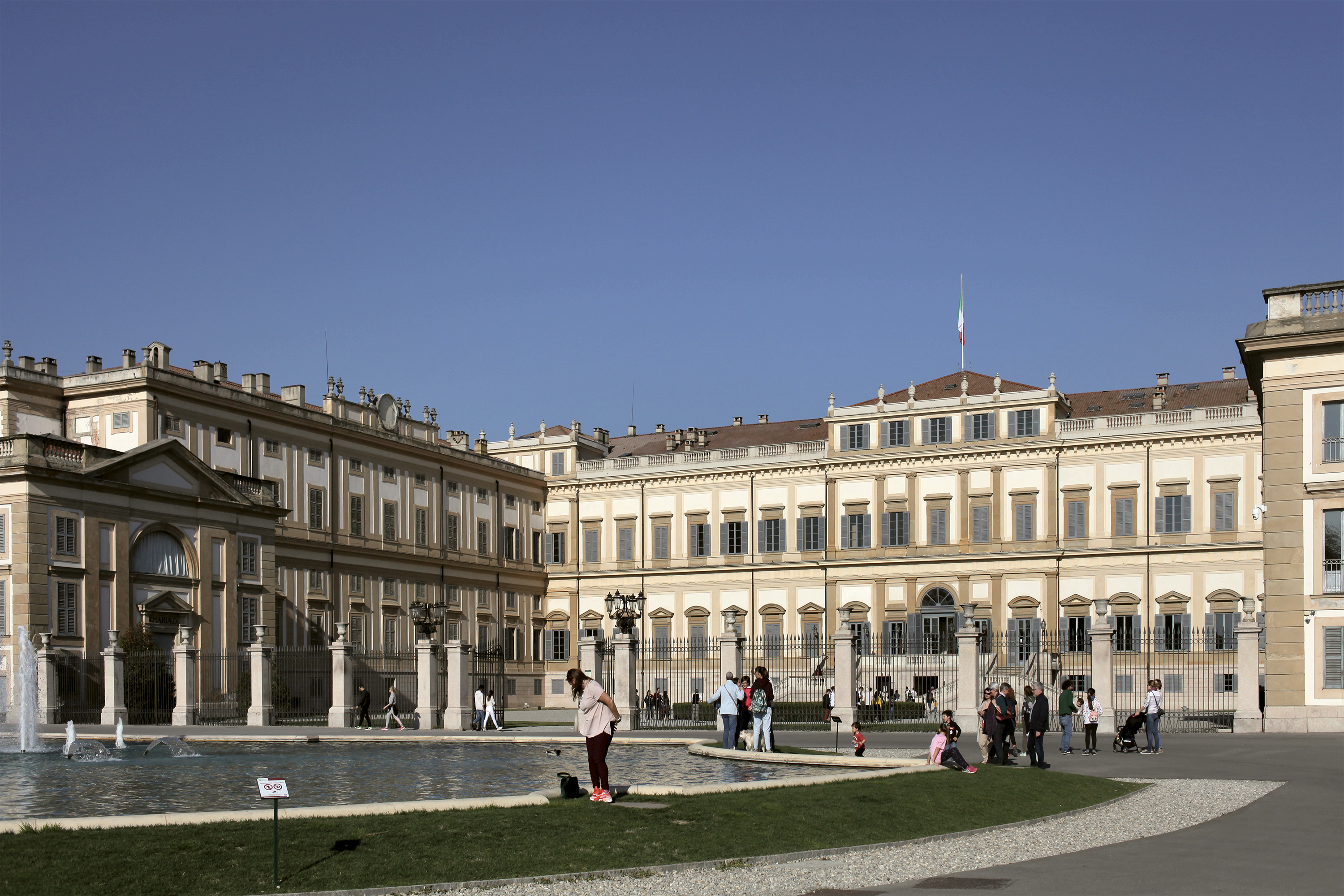
Königliche Villa von Monza

Die Königliche Villa von Monza (italienisch Villa Reale di Monza) ist ein klassizistisches Schloss und ehemalige kaiserliche Residenz der Habsburger.

## Geschichte
Das Schloss wurde 1777–1780 im Auftrag der österreichischen Kaiserin Maria Theresia vom kaiserlichen Baumeister Giuseppe Piermarini erbaut. Es diente zunächst ihrem Sohn, dem Generalgouverneur der Lombardei, Erzherzog Ferdinand Karl von Österreich-Este neben der Residenz in Mailand als Landsitz (1780–1796). Später war es unter anderem die Hauptresidenz des napoleonischen Vizekönigs von Italien.
Der Park von Monza hat eine Größe von 688 ha und befindet sich bei der Königlichen Villa im Norden der Stadt. Damit stellt er selbst den berühmten Central Park aus New York in den Schatten, da der Park mehr als zweieinhalb mal so groß ist.